# Now (is the moment)
Now is een lied van de Engelse zanger Dave Berry. Hij bracht het in 1965 uit op de B-kant van zijn hitsingle This Strange Effect. Hij schreef het nummer samen met Douglas Hodson. De single werd bij Decca Records geproduceerd door Mike Smith, ook bekend geworden omdat hij enkele jaren eerder The Beatles afwees.
Het nummer stond tussen 2000 en 2010 vrijwel jaarlijks in de Top 2000.
Now werd in 1976 gecoverd door Patricia Paay die er met de titel Now (is the moment) succes mee had in Nederland en België.

## NPO Radio 2 Top 2000
| Nummer met noteringen in de NPO Radio 2 Top 2000 | '00  | '01  | '02  | '03  | '04  | '05  | '06  | '07  | '08  | '09 | '10  |
| ------------------------------------------------ | ---- | ---- | ---- | ---- | ---- | ---- | ---- | ---- | ---- | --- | ---- |
| Now                                              | 1344 | 1863 | 1747 | 1625 | 1854 | 1816 | 1861 | 1969 | 1767 | -   | 1897 |

1. ↑  Een '-' betekent dat het nummer niet was genoteerd en een vetgedrukt getal geeft de hoogste notering aan.
2. ↑  2000 was het eerste jaar met een notering voor dit nummer.
3. ↑  Deze tabel is bijgewerkt tot en met de laatste editie (2024).

## Patricia Paay
In 1976 bracht Patricia Paay een discoversie uit onder de titel Now (is the moment). Het verscheen op een single, met op de B-kant How do you like your fun, en op de elpee The lady is a champ. De single bereikte de hitlijsten in Nederland en België.

### Hitnoteringen
Nederlandse Top 40
| Hitnoteringen: week 44 t/m 51 in 1976 | Hitnoteringen: week 44 t/m 51 in 1976 | Hitnoteringen: week 44 t/m 51 in 1976 | Hitnoteringen: week 44 t/m 51 in 1976 | Hitnoteringen: week 44 t/m 51 in 1976 | Hitnoteringen: week 44 t/m 51 in 1976 | Hitnoteringen: week 44 t/m 51 in 1976 | Hitnoteringen: week 44 t/m 51 in 1976 | Hitnoteringen: week 44 t/m 51 in 1976 | Hitnoteringen: week 44 t/m 51 in 1976 |
| Week:                                 | 1                                     | 2                                     | 3                                     | 4                                     | 5                                     | 6                                     | 7                                     | 8                                     |                                       |
| ------------------------------------- | ------------------------------------- | ------------------------------------- | ------------------------------------- | ------------------------------------- | ------------------------------------- | ------------------------------------- | ------------------------------------- | ------------------------------------- | ------------------------------------- |
| Positie:                              | 27                                    | 22                                    | 22                                    | 20                                    | 25                                    | 28                                    | 33                                    | 37                                    | uit                                   |

Nationale Hitparade
| Hitnoteringen: 13 t/m 27 november in 1976 | Hitnoteringen: 13 t/m 27 november in 1976 | Hitnoteringen: 13 t/m 27 november in 1976 | Hitnoteringen: 13 t/m 27 november in 1976 | Hitnoteringen: 13 t/m 27 november in 1976 |
| Week:                                     | 1                                         | 2                                         | 3                                         |                                           |
| ----------------------------------------- | ----------------------------------------- | ----------------------------------------- | ----------------------------------------- | ----------------------------------------- |
| Positie:                                  | 29                                        | 23                                        | 26                                        | uit                                       |

Ultratop 50
| Hitnoteringen: 9 oktober t/m 6 november in 1976 | Hitnoteringen: 9 oktober t/m 6 november in 1976 | Hitnoteringen: 9 oktober t/m 6 november in 1976 | Hitnoteringen: 9 oktober t/m 6 november in 1976 | Hitnoteringen: 9 oktober t/m 6 november in 1976 | Hitnoteringen: 9 oktober t/m 6 november in 1976 | Hitnoteringen: 9 oktober t/m 6 november in 1976 |
| Week:                                           | 1                                               | 2                                               | 3                                               | 4                                               | 5                                               |                                                 |
| ----------------------------------------------- | ----------------------------------------------- | ----------------------------------------------- | ----------------------------------------------- | ----------------------------------------------- | ----------------------------------------------- | ----------------------------------------------- |
| Positie:                                        | 26                                              | 17                                              | 16                                              | 20                                              | 22                                              | uit                                             |